# Granitoidi

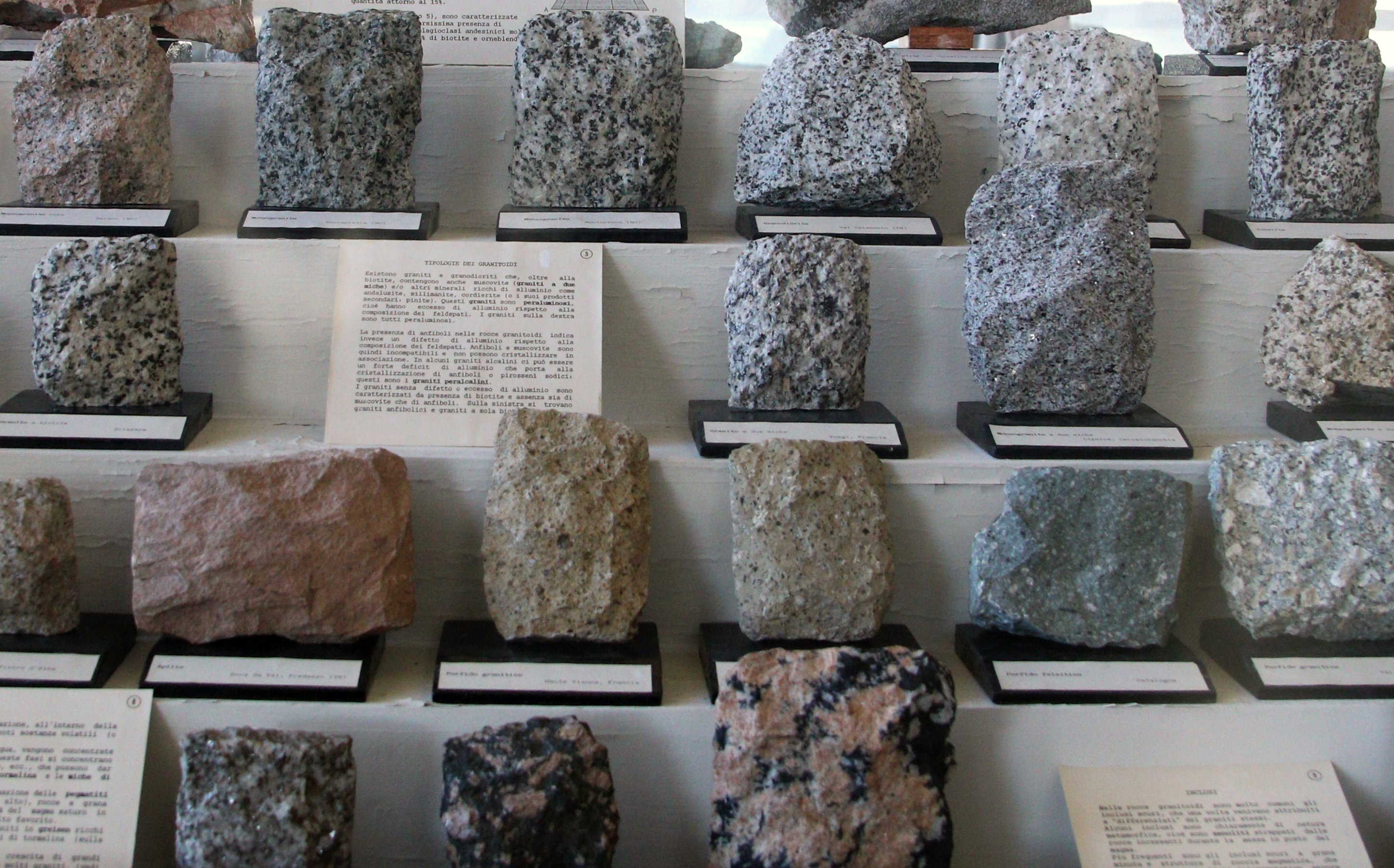
Varie tipologie di granitoidi conservate nel Museo di mineralogia Luigi Bombicci

Col termine di granitoidi: vengono definite una serie di magmi che danno origine a rocce intrusive altamente ricche in quarzo, di tipo granitico. I loro componenti mineralogici prevalenti sono quarzo, plagioclasio, alcali e feldspati

## Origine e classificazione
Questi magmi vengono originati dalla fusione di diversi tipi di rocce crostali, ed in funzione della loro origine si possono suddividere in:
- Peralluminosi, originati da fusione di rocce della crosta continentale, con prevalenza di rocce sedimentarie, sono ricchi di allumina con minerali accessori. Detti anche di tipo "S"
- Metalluminosi, originati dalla fusione parziale di rocce ignee preesistenti, si trovano in aree orogenetiche. Detti anche di tipo "I"
- Perialcalini, si ritrovano in aree continentali anorogeniche, di rift continentale. Detti anche di tipo "A".
- Plagiograniti, sono poco frequenti e danno origine ai graniti basici di ambiente di dorsale oceanica, caratterizzati dall'assenza di feldspato potassico.